# Emmy Bettendorf
Emmy Bettendorf (Frankfurt del Main, Alemanya, 16 de juliol de 1895 - Berlín, 20 d'octubre de 1963) fou una cantant d'òpera alemanya en la tessitura de soprano.

## Biografia
Emmy Bettendorf va començar ben jove la seva carrera com a cantant. Ja als 14 anys, va cantar per primera vegada a l'Òpera de Frankfurt. Als 19 anys, el 1914, va signar un contracte de dos anys, debutant en l'òpera Das Nachtlager in Granada de Conradin Kreutzer. El 1916 es va traslladar a Schwerin, abans de passar a Berlín el 1920. En aquesta ciutat va treballar entre 1920 i 1924 en l'Staatsoper Unter den Linden (Òpera Estatal), després de fer-ho a l'Òpera Municipal de Berlín.
La cantant va ampliar abastament el seu repertori i va cantar papers importants com a soprano lírica i també com a soprano dramàtica. També van fer aparicions de convidats al Bronsgeest-Wanderoper de Holanda, a Espanya i a tota Alemanya. Va cantar al Gran Teatre del Liceu en la temporada 1922-1923, participant en les representacions de Les noces de Fígaro de W. A. Mozart que van començar el 16 de gener de 1923.
Però ja el 1928, una greu malaltia va provocar la fi de la seva carrera escènica. Després, només va actuar en concerts (fins al 1934) i va enregistrar discos, amb una resposta extraordinària. Va ser una de les artistes de més èxit en enregistraments en 78 rpm al llarg de la dècada del 1930, deixant més de 300 enregistraments.
Emmy Bettendorf es va casar el 1931 i des de llavors va viure a Àustria. Després de la mort del seu marit el 1938, la seva delicada situació econòmica la va empènyer a tornar a oferir concerts. Així, va participar en concerts per a les tropes de l'exèrcit alemany al llarg de la Segona Guerra Mundial, oferint concerts a Polònia, Rússia, Grècia i Albània. Amb els diners guanyats va obrir una casa d'hostes a la població alemanya (fronterera amb Àustria) de Garmisch. Finalment, va acceptar treballar com a professora de cant a la Musikhochschule de Berlín. En aquella institució i en el Conservatori de Berlín (ambdós centres formen part avui de la Universitat de les Arts de Berlín) va ensenyar fins al 1952. Va passar els seus últims anys malalta i solitària a Berlín.

## Repertori (selecció)
La veu de l'artista ens ha arribat amb les seves gravacions, algunes de les quals encara estan disponibles avui en dia com a descàrrega de CD o MP3.
- Un ballo in maschera (Giuseppe Verdi): Amelia
- Don Carlos (Giuseppe Verdi): Elisabeth
- Il trovatore (Giuseppe Verdi): Leonora
- Tosca (Giacomo Puccini): Tosca
- Les noces de Fígaro (Wolfgang Amadeus Mozart): Comtessa
- Don Giovanni (Wolfgang Amadeus Mozart): Donna Anna
- Der Freischütz (Carl Maria von Weber): Agathe
- Siegfried (Richard Wagner): Brünnhilde
- Die Meistersinger von Nürnberg (Richard Wagner): Eva
- Der Fliegende Holländer (Richard Wagner): Senta
- Tannhäuser (Richard Wagner): Elisabeth
- Der Rosenkavalier (Richard Strauss): mariscala
- Cavalleria rusticana (Pietro Mascagni): Santuzza

## Discografia (selecció)
- Lebendige Vergangenheit - Quatre soprano alemanyes del passat (CD). Margarete Bäumer, Emmy Bettendorf, Käthe Heidersbach, Else Gentner-Fischer, Preiser/Naxos, Viena 1998
- ABC der Gesangskunst. Historisches Gesangslexikon, primera part (doble CD), Cantus-Line DA-Music, Diepholz 2002
- The Lighter Side of Emmy. Emmy Bettendorf (CD), Harmonia Mundi/Dutton, Arles 2005
- Lebendige Vergangenheit: Emmy Bettendorf (CD), Preiser/Naxos, Viena, 2007